# Штанігурт
Штанігу́рт (рос. Штанигурт) — присілок у Глазовському районі Удмуртії, Росія.

## Населення
Населення — 1146 осіб (2010; 986 в 2002).
Національний склад станом на 2002 рік:
- удмурти — 52 %
- росіяни — 40 %

## Географія
Розташований на річці Сигі за 2 кілометри від міста Глазова.

## Історія
Перші згадки про починок Верх-Сигінський відносяться до 1795 року. На межі віків у присілку було 36 дворів, тут проживали Поскрьобишеві, Панкратові, Бабінцеві, Веретеннікові, Тугбаєві, Поздеєві та Івшині. 1837 року починок Штанігуртський належав до парафії Вознесенської церкви міста Глазова. У переписі населених місць середини 19 століття населений пункт записаний як починок Верх-Сигінський. Тоді у 36 дворах проживало 414 осіб.
У 1920-х роках у присілку нараховувалось 65 дворів, у 5 з яких проживали росіяни, в інших — удмурти. У 1930-х роках в присілку Штанігурт був утворений колгосп «Урожай». 1950 року він увійшов до складу колгоспу «Азьлань» разом із колгоспами імені Будьонного та імені Сталіна. 1957 року до складу колгоспу увійшли землі колгоспу імені Леніна. З грудня 1973 року землі колгоспу відійшли до складу радгоспу «Глазовський». Протягом післявоєнних років адміністрації сільради та радгоспу звертались до Глазовського райвиконкому з пропозицією про перейменування присілку на Ювілейний. Хоча нова назва і була узаконена 15 жовтня 1980 року указом Президії Верховної ради Удмуртської АРСР, але вона не прижилась і присілок так і залишився зі старою назвою.
У 1970-х роках у присілку були збудовані контора, їдальня, магазин, медичний пункт, дитячий садок, багатоповерхові будинки, вулиці були заасфальтовані. Радгосп «Глазовський» був одним із передових у республіці по вигодовуванню тварин, ним керував В. І. Шулятьєв.

## Урбаноніми[4]
- Вулиці — Глазовська, Західна, Молодіжна, Південна, Північна, Польова, Садова, Спортивна, Східна, Чепецька, Шкільна, Ювілейна, Юкаменська
- Провулки — Тупиковий